# Francisco Castro
Francisco Bautista Castro Lopez, född 6 juli 1957 i Valparaiso, Chile, bosatt i Malmö, är galopptränare på Jägersro, en av Sveriges mest framgångsrika. Castro har tränat topphästar som Aramus, Mandrake El Mago och Media Hora.